# Julius von Verdy du Vernois
Pour les articles homonymes, voir Verdy.
Adrian Friedrich Wilhelm Julius Ludwig von Verdy du Vernois (né le 19 juillet 1832 à Freystadt et mort le 30 septembre 1910 à Stockholm, Suède) est un officier prussien, plus récemment général de l'infanterie et ministre de la guerre (1889-1890). Il gagne en importance principalement grâce à ses études et publications stratégiques, qui reçoivent également une grande attention à l'étranger.

## Famille
Son grand-père Adrian Maria François chevalier de Verdy du Vernoy (1738-1814) est venu de France via la cour du landgrave de Hesse à la cour de Prusse, où à partir de 1780 il est chambellan du prince Ferdinand de Prusse, frère de Frédéric le Grand. Il a écrit plusieurs écrits généalogiques et est membre de l'Académie royale des sciences de Prusse à partir de 1790. Toujours en 1790, il épouse la baronne Charlotte von Keller (1760-1807), dont le père Johann Georg Wilhelm von Keller (de) n'est élevé au statut de baron pour le mérite qu'après la guerre de Sept Ans. Son seul enfant Adrian Friedrich Wilhelm Ferdinand Louis (1791-1855) naît l'année suivante. Le lien étroit entre la famille et la famille Hohenzollern est évident du fait que l'enfant est baptisé comme parrain parmi d'autres le roi Frédéric-Guillaume II, ainsi que le prince Ferdinand et sa femme sont présents. En 1813, Louis rejoint l'escadron de la Garde volontaire en tant que chasseur volontaire et acquit la croix de fer pendant la campagne d'Allemagne. Il sert ensuite comme officier dans le 8e régiment d'uhlans et plus tard comme enseignant à l'école de la 16e division d'infanterie à Coblence, où il rencontre sa future épouse Gertrud Münzel (1795-1870). La famille Münzel est au service de la ville électorale de Trèves depuis plusieurs générations en tant que forestiers, chasseurs et agriculteurs. Le mariage, s'il n'a pas été considéré comme une mésalliance, a pu faire beaucoup de bruit. En 1837, Louis prend congé du troisième régiment Uhlan en tant que major caractérisé et vit dans de mauvaises conditions. Ce n'est qu'en 1845 qu'il reçoit une pension plus élevée du roi de Prusse. Après les adieux, il écrit de nombreux ouvrages militaires.

## Biographie
Peut-être à cause de la situation financière tendue, le seul enfant de ce mariage, Julius, qui est envoyé dans les maisons des cadets de Potsdam, plus tard Berlin, pour y suivre des études en 1844. Après avoir obtenu son diplôme, il rejoint le 27 avril 1850 à Berlin en tant que sous-lieutenant dans le 14e régiment d'infanterie, avec lequel il se rend à Thorn au cours du transfert. Là, il rencontre sa future épouse Luise Karoline Natalie Zimmermann (née le 7 février 1837 à Thorn et mort le 17 octobre 1909 à Berlin), fille du médecin de district et plus tard citoyen d'honneur de Thorn, Carl Zimmermann. Ils se marient le 27 septembre 1855, juste avant que Verdy ne soit envoyé à l'école générale de guerre de Berlin.
Après avoir terminé ses études, il reste à l'académie, où il est initialement employé dans le département d'histoire de la guerre de 1858 à 1860. Cet usage le façonne. Il fait de l'histoire de la guerre la base de ses propres recherches et l'utilise comme enseignant à l'académie de guerre pour expliquer les relations stratégiques et tactiques à ses étudiants. En 1860/61, il est utilisé dans le département topographique du Grand État-Major avant d'être transféré à l'état-major général de la 4e corps d'armée à Magdebourg. De là, il est du 2 février 1863 au 26 octobre 1865, il est envoyé au quartier général des troupes russes à Varsovie, au sujet duquel il publie plus tard ses mémoires sous forme de livre. En raison de sa performance apparemment bonne, le tsar russe l'invite, lui et sa femme, à Saint-Pétersbourg et à Moscou .
Après son retour en Prusse, il est envoyé en voyage à travers les états sud-allemands afin de recueillir des informations sur l'état de préparation de la guerre et l'efficacité de la guerre dans ces régions. Ce voyage est évidemment lié à la guerre austro-prussienne, qui éclate peu de temps après. Ses rapports ont été si excellents qu'on lui ordonne de parler au roi. Déjà à ce moment, il est remarqué par Moltke, qui à l'avenir le défend et le promeut. Il fait la guerre contre l'Autriche (1866) en tant que major dans l'état-major de la 2e armée sous la direction du prince héritier. Pendant ce temps, il gagne la confiance et l'amitié de l'empereur des 99 jours.
Après la guerre, il est chargé d'écrire les travaux de l'état-major sur cette guerre. Dans la guerre de 1870, promu entre-temps lieutenant-colonel, il est le plus jeune chef de département du Grand Quartier général Après cette guerre, il est premier chef d'état-major de 1er corps d'armée à Königsberg, puis se consacre à nouveau à travailler comme enseignant à l'Académie de guerre et à l'état-major général. Entre autres choses, ses écrits sur le leadership des troupes et le jeu de guerre sont publiés pendant cette période. La naissance de son unique enfant, Adrian Karl Friedrich von Verdy du Vernois (1873-1952), a également lieu à cette époque. Il se lance également dans une carrière d'officier, est le dernier lieutenant et devient finalement ambassadeur extraordinaire et ministre.
Afin d'acquérir de l'expérience dans le service pratique, il est nommé major général en 1877 en tant que commandant du 62e brigade d'infanterie (de) à Strasbourg en Alsace. De 1879 à 1883, il est directeur du Département général de la guerre au ministère de la Guerre. En novembre 1881, il est promu lieutenant général. Puis il reprend le commandement de la 1re division d'infanterie à Königsberg. Là, le futur maréchal général et président du Reich, Paul von Hindenburg, sert comme officier d'état-major sous ses ordres. En 1887, il retourne à Strasbourg en tant que gouverneur, où, entre autres, il est responsable de l'agrandissement des fortifications jusqu'en 1889 et le 23 avril 1888 est promu général de l'infanterie.
Le 8 avril 1889, à l'instigation de son camarade de cadet, le comte Alfred von Waldersee, il est nommé ministre d'État et de la Guerre de Prusse. Bien qu'il n'occupe ce poste que pendant un an et demi, les réorganisations du 16e et 17e corps d'armée, ainsi que les 140e et 145e régiments d'infanterie, les 33e et 36e régiments d'artillerie de campagne et la brigade des chemins de fer tombent dans cette période. En même temps, il agit à partir de 13 avril 1889 également comme représentant autorisé au Conseil fédéral, président du comité de l'armée de terre et des forteresses ainsi que chef de la direction du grand orphelinat militaire. Le 4 octobre 1890, à sa propre demande, à seulement 58 ans, mais 40 ans de service, il est mis à disposition avec une pension par Guillaume II et est nommée chef du 14e régiment d'infanterie.

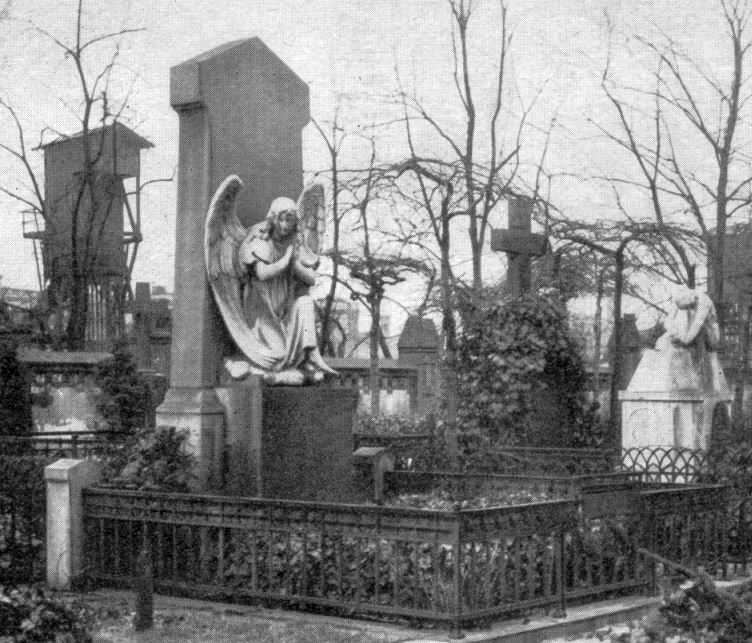
Tombeau du Verdy du Vernois (1925)

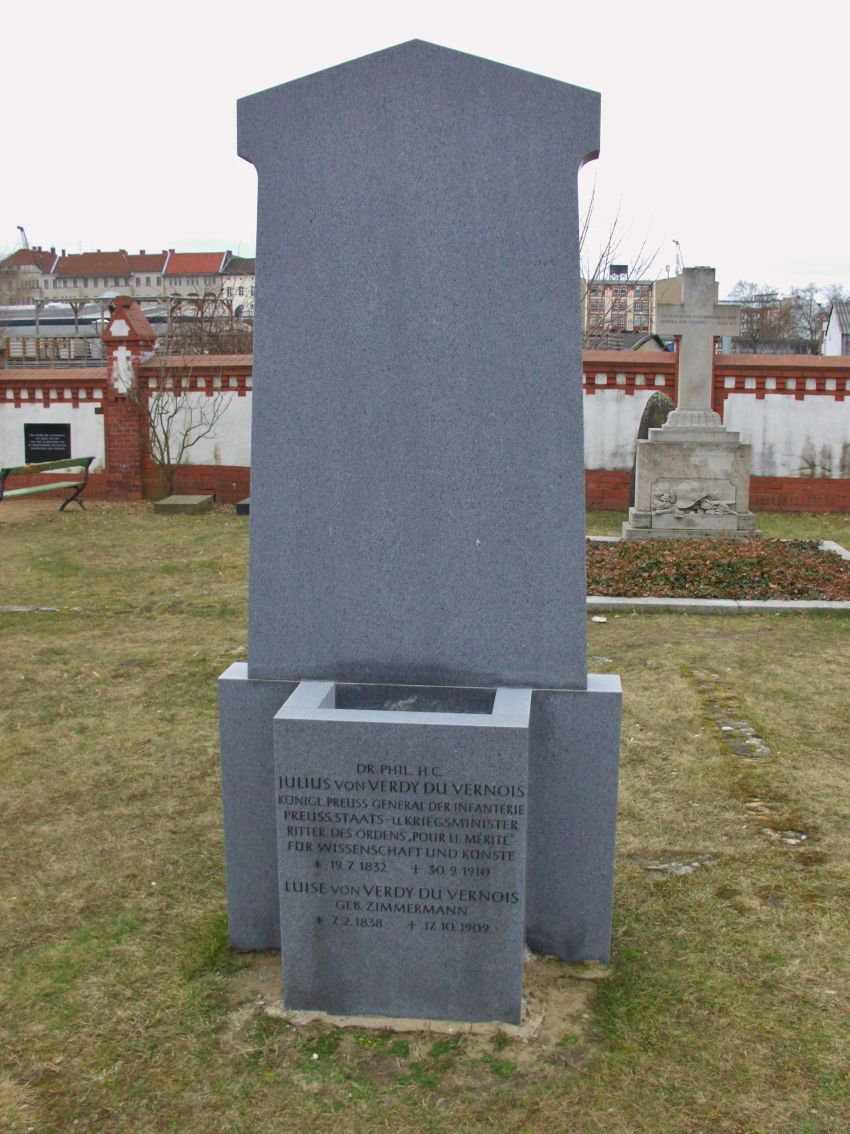
Tombe de Julius et Luise von Verdy du Vernois (état 2013)

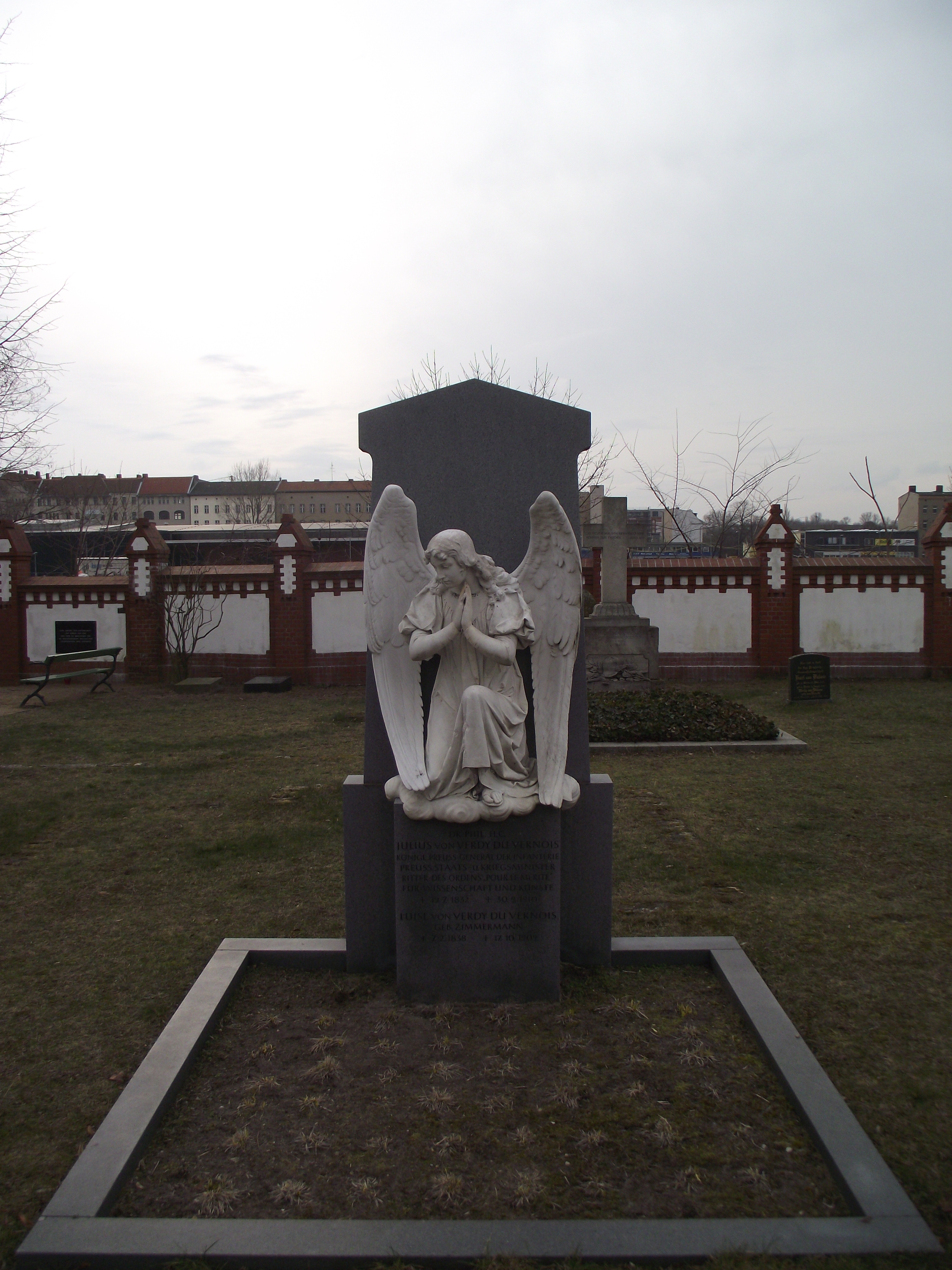
Tombe de Jules et Luise von Verdy du Vernois avec l'ange restauré le 29 février 2016

À la retraite, il écrit ses écrits sur la stratégie et la tactique, également largement plébiscités à l'étranger, et divers souvenirs des étapes de sa vie. Lors d'une visite à son fils, qui est conseiller de légation à l'ambassade d'Allemagne à Stockholm, il décède d'une pneumonie le 30 septembre 1910, juste un an après la mort de sa femme. La grande importance internationalement reconnue est également mise en évidence par le déroulement des funérailles à Stockholm. Accompagné d'un régiment suédois de gardes, son cercueil, porté par des officiers et portant ses coussins de médailles, est suivi d'un grand nombre de dignitaires suédois. Il trouve sa dernière demeure à côté de sa femme dans le cimetière des Invalides à Berlin. Sa tombe est restaurée en 2012.

## Honneurs
Le 1er août 1891, il reçoit l'Ordre Pour le mérite des sciences et des arts. Après Moltke, Verdy est le deuxième officier à recevoir cette haute distinction dans les classes militaire et civile.
En 1894, l'Université Albertina de Königsberg lui décerne un doctorat honoris causa de sa faculté de philosophie.
De plus, Verdy est le détenteur de nombreuses médailles les plus élevées. Alors il est récompensé de la Grand-Croix de l'ordre de Frédéric (4 décembre 1879), l'ordre d'Albert (7 octobre 1882), l'ordre de l'Aigle rouge avec des feuilles de chêne et des épées sur l'anneau (23 mars 1890), l'ordre bavarois du Mérite militaire (10 novembre 1890) et l'ordre de la Couronne de Wende (20 décembre 1897). À l'occasion du centenaire du ministère de la Guerre, il est récompensé le 1er mars 1909 de l'ordre du Mérite de la couronne de Prusse.

## Héritage
Verdy est connu pour sa manière attrayante et intéressante de donner des conférences et des cours. En plus des écrits militaires, à travers lesquels il acquit son importance exceptionnelle, il écrit également des histoires et des pièces de théâtre historiques. Mais il acquiert sa réelle importance grâce à ses études stratégiques et tactiques, dont Gustav Freytag est profondément impressionné. Le maréchal Ferdinand Foch, commandant en chef des forces armées françaises pendant la Première Guerre mondiale, attribue sa «méthode objective de stratégie» et ses succès pendant la Première Guerre mondiale à l'étude des écrits de Verdy. L'écrivain militaire allemand, le général Wilhelm von Blume le considère à titre posthume comme le successeur le plus éminent de Moltke, en raison de sa disposition intellectuelle.
Verdy du Vernois est toujours efficace aujourd'hui à travers ses jeux de guerre et ses réflexions théoriques sur cette méthode d'entraînement. Il n'y a guère de publication sur ce sujet dans laquelle il ne soit pas mentionné.

## Travaux
- Studien über Truppen-Führung. Berlin 1873–1875.
- Kriegsgeschichtliche Studien nach der applikatorischen Methode. Heft I, Taktische Details aus der Schlacht von Custoza am 24. Juni 1866. Berlin 1876.
- Beitrag zu den Kavallerie-Uebungs-Reisen. Berlin 1876.
- Beitrag zum Kriegsspiel. Berlin 1876.
- Über Praktische Felddienst-Aufgaben. Berlin 1889.
- Studien über den Krieg. Auf Grundlage des deutsch-französischen Krieges 1870/71. Berlin 1891.
- Im Großen Hauptquartier 1870/71. Persönliche Erinnerungen. Berlin 1894, 3. Auflage. E.S. Mittler & Sohn. Berlin 1896.
- Studien über Felddienst. Neu bearbeitet auf Grund der Felddienst-Ordnung vom 20. Juli 1894. Berlin 1895.
- Im Hauptquartier der Zweiten Armee 1866 unter dem Oberbefehl Seiner Königlichen Hoheit des Kronprinzen Friedrich Wilhelm v. Preußen. Berlin 1900.
- Im Hauptquartier der Russischen Armee in Polen 1863–1865. Berlin 1905.
- Grenz-Detachements. Berlin 1908.